# La Sunamita
La Sunamita es una ópera, basada en un cuento de Inés Arredondo en dos actos divididos en ocho escenas con libreto de Carlos Pereda y puesta en metro músico por Marcela Rodríguez.

## Trama

### Acto Primero
Primera escena. Don Fernando, viejo y poderoso hacendado, se está muriendo; en su agonía reclama la presencia de su sobrina Lucía, quien recibe un telegrama de su tía Juliana, hermana de don Fernando, invitándola a la hacienda. Ella, al preparar el viaje, anhela encontrar su libertad.
Segunda escena. En la haciendoa, Frau Angela Eggers, vieja cantante judía originaria de Praga y exiliada en México, se lamenta de la muerte entre confusos recuerdos. Lucía llega a la hacienda y la recibe la anciana criada María, le informa quién es Frau Angela y le habla del estado de salud de don Fernando, que delirante, llama a Lucía mientras lo acompañanan, con mirada escéptica, el cura y el doctor.
Tercera escena. Don Fernando, casi restablecido, platica exitando a Lucía, describiéndole sus posesiones. Antes de caer fatigado, le regala a su sobrina un valioso cofre. Lucía cree que su tío ha muerto y se piensa libre y rica.
Cuarta Escena. Creyendo que don Fernando ha muerto, o está por morir. llega a la hacienda Juliana, hermana de don Fernando, ambicionando la herencia. Alarmados por la noticia, enseguida aparecen varios conocidos: Frau Ángela Eggers, don José Luis Albaca, don Jesús; luego también se hacen presentes el cura y el doctor. Ya juntos, todos discuten y se agreden, algo así como un "velorio frustrado". En otra parte de la hacienda, Lucía se prepara para irse, con la esperanza de iniciar una nueva vida, proponiéndose incluso cambiarse el nombre. Don Fernando, moribundo, se queja y la llama.

### Acto Segundo
Quinta Escena. Juliana se pone furiosa porque le han informado que su hermano, don 
Fernando, se quiere casar con Lucía y heredarla. Todas las visitas discuten el caso. El cura impide la huida 
de Lucía y anuncia a los presentes el arreglo de la boda. Juliana se queja amargamente y Lucía trata de 
resistirse al casamiento.
Sexta Escena. La boda se ha realizado. Todos comen y están medio borrachos. Para animar la celebración, 
don Jesús dispone una representación en la que él hará el papel de serpiente y Frau Ángela, a pesar de sí 
misma, el de princesa. Todos apuestan, algunos a la princesa y otros por la serpiente. Frau Ángela un poco 
fuera de la situación, canta, de pronto en medio del canto cae muerta.
Séptima Escena. Don Fernando esconde mañosamente su reloj; para luego reclamar que lo ha perdido. A gritos 
y en recaídas pide que se presente Lucía, de la que nadie sabe dónde está. Don Fernando enfurece. Más 
tarde entra Lucía y don Fernando le reclama y discuten. María, la criada, harta de servir abandona la 
hacienda. Lucía busca el reloj debajo de la cama y don Fernando se aprovecha de ella, quien se resiste y 
finalmente se deja someter por miedo.
Octava Escena. Don Fernando se queja. Lucía un poco trastornada, entra con su maleta vestida como Frau 
Angela. Mientras se despide de su tío, de los otros, de sí misma, prende fuego a la hacienda.

## Datos históricos

### Reparto del estreno
| Papel                                       | Tesitura     | Estreno Mundial 1 de agosto de 1991 Teatro de la Ciudad en la Ciudad de México Camerata de las Américas - Tambuco Dirección musical Aldo Brizzi Puesta en escena Jesusa Rodríguez Escenografía José Manuel Rodríguez |
| ------------------------------------------- | ------------ | --- |
| Lucía, sobrina de don Fernando              | soprano      | María Luisa Tamez |
| Frau Ángela Eggers, vieja cantante retirada | mezzosoprano | Diana Alvarado |
| Juliana, hermana de don Fernando            | soprano      | Jeanette Macari |
| Don Fernando, rico hacendado                | bajo         | Nicolás Isherwood / Arturo Barrera |
| María, criada al servicio de don Fernando   | soprano      | Regina Orozco |
| El doctor                                   | tenor        | Rafael Valencia |
| El cura                                     | tenor        | Jorge Valencia |
| Don José Luis Albaca                        | tenor        | René Velázquez Pineda |

## Literatura complementaria
* Diccionario de la música española e hispanoamericana (DMEH), obra auspiciada por la Sociedad General de Autores y Editores (SGAE) y por el Instituto Nacional de las Artes Escénicas y de la Música (INAEM) del Ministerio de Educación, Cultura y Deporte de España.
* Gabriel Pareyón. Diccionario Enciclopédico de Música en México. México: Universidad Panamericana 2007; vol. 1, pp. 397-398.
* Octavio Sosa. Diccionario de la ópera mexicana. México: CNCA 2003.

## Grabaciones
La grabación de la ópera se realizó con los mismos artistas que estrenaron la obra. 
| Papel                                       | Tesitura     | Solistas                                                       |  |
| ------------------------------------------- | ------------ | -------------------------------------------------------------- |  |
| Lucía, sobrina de don Fernando              | soprano      | María Luisa Tamez                                              |  |
| Frau Ángela Eggers, vieja cantante retirada | mezzosoprano | Diana Alvarado                                                 |  |
| Juliana, hermana de don Fernando            | soprano      | Jeanette Macari                                                |  |
| Don Fernando, rico hacendado                | bajo         | Nicolás Isherwood                                              |  |
| María, criada al servicio de don Fernando   | soprano      | Regina Orozco                                                  |  |
| El doctor                                   | tenor        | Rafael Valencia                                                |  |
| El cura                                     | tenor        | Jorge Valencia                                                 |  |
| Don José Luis Albaca                        | tenor        | René Velázquez Pineda                                          |  |
|                                             |              | Camerata de las Américas-Tambuco Dirección musical:Aldo Brizzi |  |